# Éva Plouffe
Éva Plouffe (Eviola (Maria) Plouffe, auch: Plouf; * 7. März 1877 in Sorel-Tracy, Québec; Todesdatum und -ort unbekannt) war eine kanadische Pianistin und Komponistin.

## Leben
Plouffe hatte Klavierunterricht bei den Schwestern der Congrégation de Notre-Dame ihrer Heimatstadt und ab 1893 in Montreal bei Victoria Cartier, Arthur Letondal und Romain-Octave Pelletier. Eine ihrer Kompositionen aus dieser Zeit, der Walzer Théo, erschien um  1897 im Druck und hatte einigen Erfolg. Am New England Conservatory setzte sie ihre Ausbildung bei Edwin Klahre fort.
Nach ihrer Rückkehr nach Montreal gab sie 1901 ein Rezital in der Karn Hall. Mit Joseph-Jean Goulets Orchestre symphonique de Montréal  spielte sie im Folgejahr bei zwei Konzerten Werke von Felix Mendelssohn Bartholdy und Edvard Grieg. 1904 gründete sie das Mendelssohn Trio, dessen Pianistin sie bis 1906 war. In diesem Jahr reiste sie nach London, um ihre Ausbildung bei Percy Grainger zu vervollkommnen. Zu dieser Zeit war sie auch Mitglied des Ladies’ Morning Musical Club, einer der ältesten Musikvereinigungen Kanadas.
Für die Folgezeit finden sich nur wenige Informationen über Plouffes Leben und Wirken. Sie trat gelegentlich mit dem Dubois String Quartet auf, und 1932 führte sie am Her Majesty's Theatre in Montreal mit dem Orchestre symphonique de Montréal  Edvard Griegs Klavierkonzert auf. Bald darauf heiratete sie Édouard Lassère aus Louisiana und beendete ihre musikalische Laufbahn.